# 铁路跨线桥

立体交汇：不同方向的列车不会相互阻碍

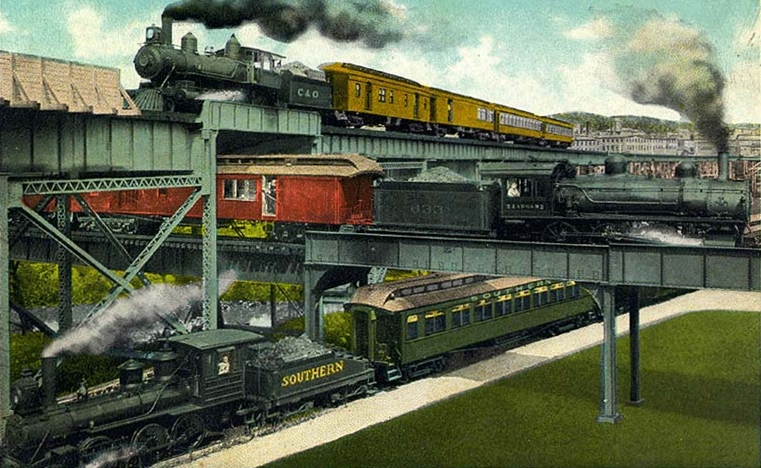
位於美國維吉尼亞州里奇蒙的三鐵交叉

铁路上的跨线桥（英語：或），或譯為立體交叉，是指在铁路的多线并行区间，且通常是分流或汇合处，采用桥梁横跨的形式使部分股道跨越其他股道，从而避免铁道车辆运行线路冲突，達成交通立體化的效果。

## 设计

法国的弗勒坦三角线，其边长超过3 km，为利用坡度分离的三角线。TGV和欧洲之星列车可以以300 km/h的速度通过

简单的跨线桥仅有一条股道上跨或下穿其他股道。而大规模的跨线桥交汇处则需要像高速公路的立交桥一样的设计，进行多方向疏解，避免各方向的列车运行路线出现冲突。

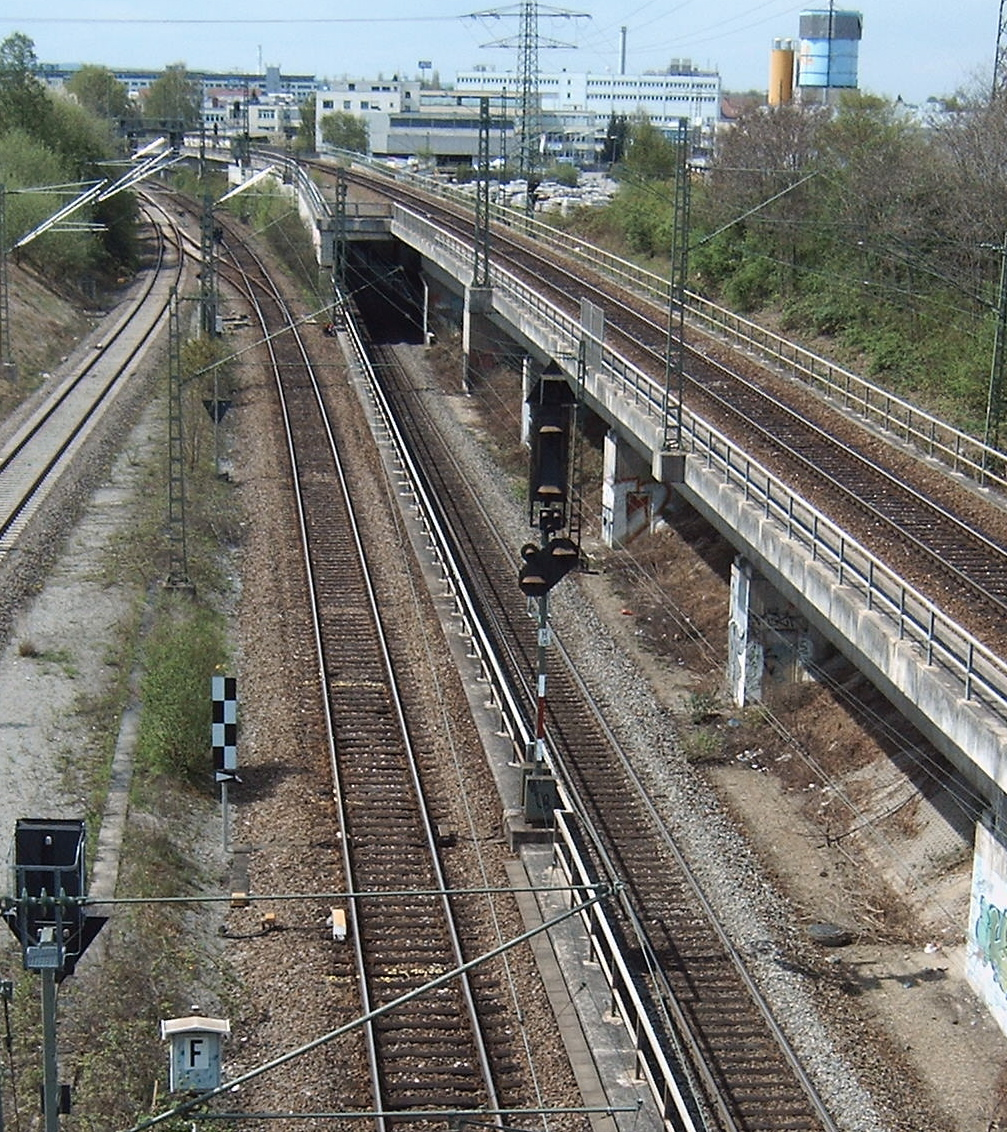
德国魏布林根的一处铁路立體交叉

### 高速铁路
一般而言所有的高速铁路通常都采用立体交汇的形式，以免高速相撞造成嚴重後果。高速铁路通过采用大编号的道岔提高侧向通过速度。例如徐兰高速铁路设置在郑州端的联络线允许列车以160公里/小时的速度侧向通过。

#### 在法国高铁中的应用
法国高速铁路东南线在帕西利、第戎的铁路立体交汇点，法国高速铁路大西洋线在库尔塔兰、勒芒的铁路立体交汇点，采用的均是引进英国技术修建的大编号的道岔，其中的正线部分的运营速度可达300千米/小时，联络线部分运营速度可达220千米/小时.

### 地铁
大多數地鐵也採用立體交匯，尤其在跨月台轉車站。

## 採用情形

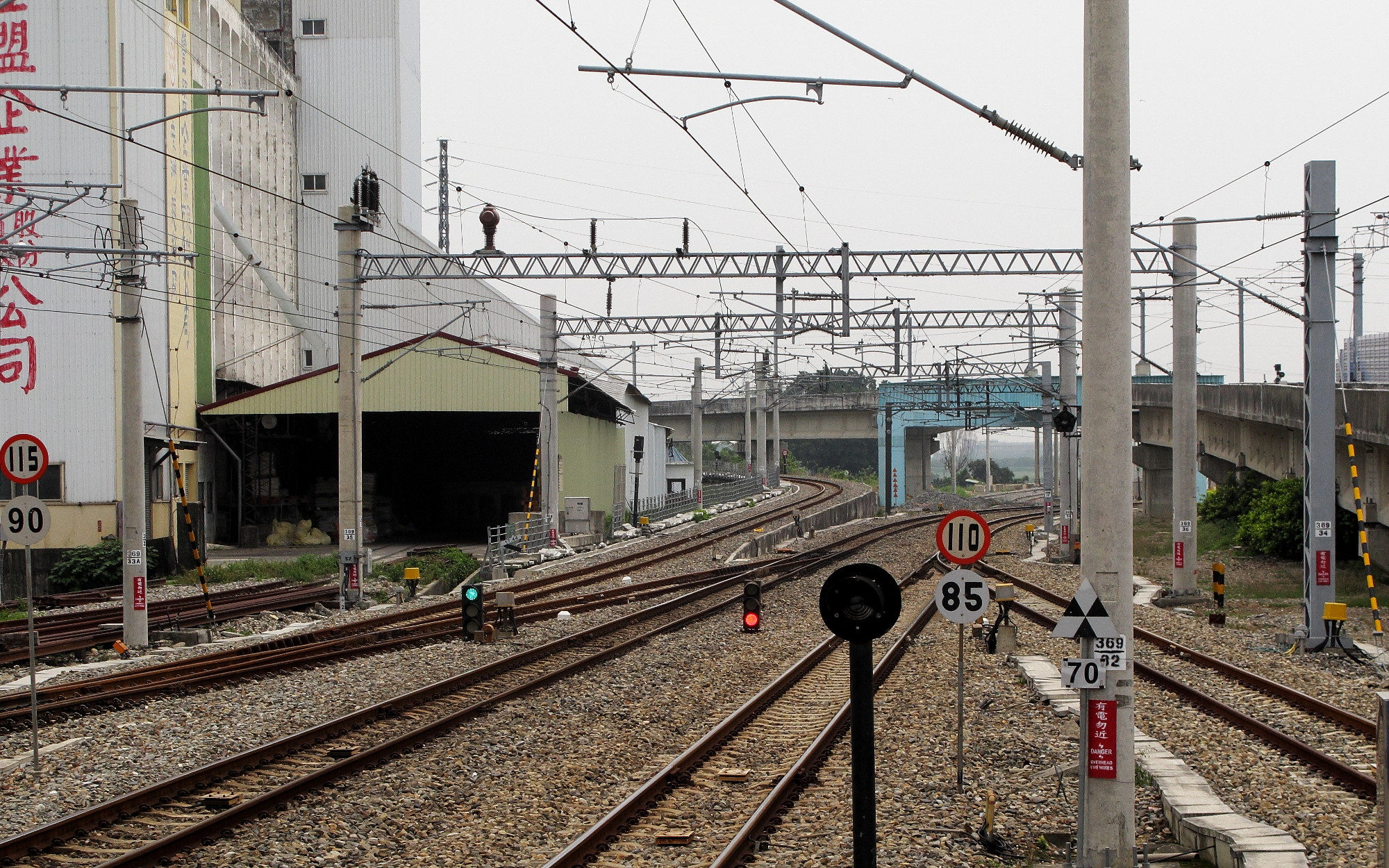
中洲車站沙崙線與縱貫線

### 台灣
- 台鐵沙崙線與縱貫線，位於中洲車站以南
- 台北捷運淡水信義線北投站以南至奇岩站以北

### 中國大陆
- 沪杭城际铁路上海南站与上海虹桥站分岔点
- 沪杭城际铁路杭州站与杭州东站分岔点
- 杭州地铁1号线客运中心站东（地下）
- 上海地铁3号线、4号线虹桥路站南、宝山路站东
- 上海地铁10号线龙溪路站西
- 深圳地鐵會展中心站
- 廣深鐵路/廈深鐵路/平鹽鐵路/平南鐵路平湖南站附近
- 東莞軌道交通鴻福路站（目前只有聯絡線已完成土木工程）

### 香港
- 港鐵機場快綫與東涌綫大蠔灣分岔點
- 港鐵將軍澳綫將軍澳站以東

### 新加坡

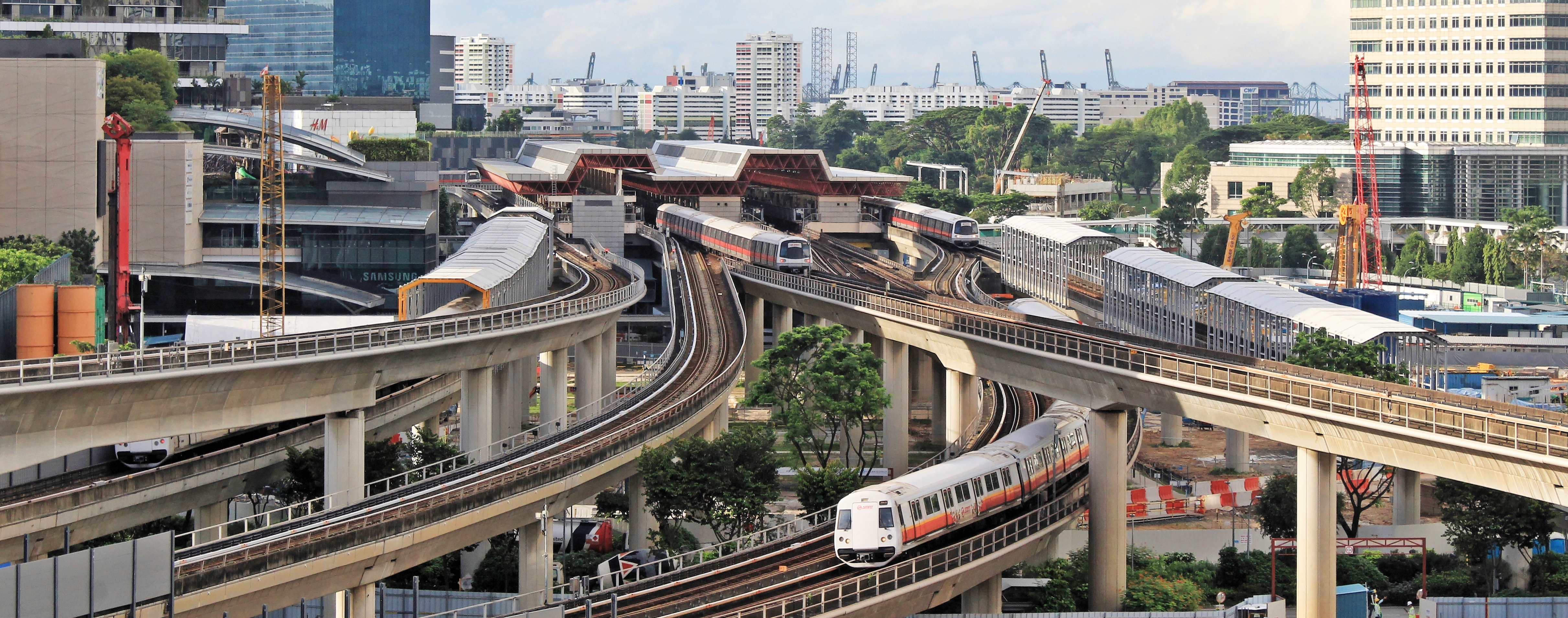
裕廊東地鐵站軌道交叉橋

- 裕廊東地鐵站

### 澳大利亚
- 布里斯班的博文山火车站（Bowen Hills Railway Station）
- 墨尔本的伯恩利火车站（Burnley Railway Station）
- 墨尔本的坎伯韦尔站
- 悉尼中央车站
- 悉尼的格伦菲尔德火车站（Glenfield railway station, Sydney）
- 史卓菲站

### 丹麦
- 哥本哈根地铁1号线和2号线的交汇处
- 丹麦国家铁路所属的哥本哈根机场站以东的铁路立体交汇处

## 铁路线立体交叉的其他方式
铁路线立体交叉的另一种形式是下穿式立交（英語：或），即侧线或支线从正线或干线下方穿越。与以上两种铁路线交叉形式相对应的是平面交汇（level juntion或flat junction），即不同方向的股道在同一水平面交叉，此交叉形式会产生敌对进路（conflicting routes），需要通过联锁信号保证行车安全。